# Torricella Peligna
Torricella Peligna is een gemeente in de Italiaanse provincie Chieti (regio Abruzzen) en telt 1526 inwoners (31-12-2004). De oppervlakte bedraagt 35,4 km², de bevolkingsdichtheid is 45 inwoners per km².
De volgende frazioni maken deel uit van de gemeente: Colle Zingaro, Fallascoso.

## Demografie
Torricella Peligna telt ongeveer 699 huishoudens. Het aantal inwoners daalde in de periode 1991-2001 met 13,4% volgens cijfers uit de tienjaarlijkse volkstellingen van ISTAT.
| Jaar | Inwoneraantal |
| ---- | ------------- |
| 1991 | 1833          |
| 2001 | 1587          |

## Geografie
De gemeente ligt op ongeveer 910 m boven zeeniveau.
Torricella Peligna grenst aan de volgende gemeenten: Colledimacine, Gessopalena, Lama dei Peligni, Montenerodomo, Pennadomo, Roccascalegna.